# Columnea sericeovillosa
Columnea sericeovillosa là một loài thực vật có hoa trong họ Tai voi. Loài này được Suess. mô tả khoa học đầu tiên năm 1942.